# Viridovipera gumprechti
Viridovipera gumprechti är en ormart som beskrevs av David, Vogel, Pauwels och Vidal 2002. Viridovipera gumprechti ingår i släktet Viridovipera och familjen huggormar. IUCN kategoriserar arten globalt som livskraftig. Inga underarter finns listade i Catalogue of Life.
The Reptile Database listar arten i släktet palmhuggormar (Trimeresurus).
Arten förekommer i kulliga områden och i bergstrakter i Thailand, Laos och Vietnam samt i provinsen Yunnan i södra Kina. Den vistas i regioner som ligger 300 till 1570 meter över havet. Viridovipera gumprechti lever i städsegröna skogar och i andra fuktiga skogar. Den klättrar i träd eller i undervegetationen som ofta utgörs av bambu.